# 劉斌 (順治武進士)
劉斌（17世纪？—1674年），江南江寧府上元縣（今江蘇省南京市）人。清初將領。
順治十五年（1658年）武進士。累官湖廣竹谿營參將。康熙十三年（1674年），吳三桂叛清，大舉進攻湖湘，敵軍攻城，劉斌七戰皆捷，圍解之後，進副將，不久戰死。